# Xã Cedar, Quận Calhoun, Iowa
Xã Cedar (tiếng Anh: Cedar Township) là một xã thuộc quận Calhoun, tiểu bang Iowa, Hoa Kỳ. Năm 2010, dân số của xã này là 306 người.